# Полосатый полоз
Полосатый полоз (лат. Orientocoluber spinalis) — вид змей семейства ужеобразных. Ранее рассматривался в составе рода Гиерофисы, но на основании данных остеологии и распространения был выделен в монотипный род Orientocoluber.

## Описание
Достигающая в длину 86 см, хвост составляет около 1/3 части тела. Морда тупо закруглена. Вокруг середины туловища насчитывается 17 чешуй, брюшных щитков — 188—207, а подхвостовых — 91—101 пара. Анальный щиток разделен.
Сверху тело имеет серовато-оливковые или коричневатые оттенки, с белой или желтой узкой полосой, тянущейся от лобного щитка по хребту до конца хвоста и окаймленной темными пунктирными или сплошными линиями. Темные продольные полосы заметны в задней части тела. Брюхо светло-желтое, на боковых краях брюшных щитков проходит по сероватой пунктирной линии. Хвост снизу сероватый.

## Распространение
Полосатый полоз обитает от Восточного Казахстана (предгорья южного и западного Алтая,в окрестностях Бухтарминского водохранилища, Зайсанская котловина и Тарбагатай) до Кореи и Южного Приморья (бухта Пемзовая залива Посьет — всего несколько находок). Встречается также в Китае и Монголии. Находки этого вида близ Хабаровска считаются случайным завозом.

## Образ жизни
Полосатый полоз обживает очень разные места обитания: от аридных щебнисто-полынных пустынь и заросших кустарником горных склонов до прибрежных участков рек и моря. На Дальнем Востоке обнаружен в скоплениях шиповника около травянисто-осокового болота. В питании преобладают ящерицы. В начале июля самка откладывает 4—9 яиц. От врагов прячется как в зарослях кустарников, так и в норах грызунов. Как редкий вид на периферии ареала включен в Красные книги Казахстана и России.